# Канадская архиепископия (Константинопольский патриархат)
Канадская архиепископия (греч. Ἀρχιεπισκοπή Καναδᾶ, англ. Archdiocese of Canada) — архиепархия Константинопольской православной церкви на территории Канады.
Епархиальный центр — Торонто. Правящий архиерей — архиепископ Сотирий (Атанасулас) (с 1974).

## История
С 1974 года греческими приходами Константинопольского патриархата в Канаде управляет епископ Сотирий (Афанасулас). За время его епископства в Канадской епархии были учреждены: ежегодные молодёжные съезды (1980); ежемесячная газета «Orthodox Way» в 1982 году; Социальное служение (1984); программа для временного приюта бездомных (1984); Греческий Православный Орден Канады (1987); еженедельная всеканадская телевизионная программа «Orthodox Voice» (1990); школа византийской музыки (1991); монастыри святого Космы Этолийского в Онтарио и Богородицы Утешительницы в Квебеке (1993); Организация греческого православного образования в Онтарио (1996).
В 1996 году Торонтская кафедра стала отдельной митрополией, включившей в себя всю Канаду.
В 1998 году была основана Торонтская православная духовная академия.
В 2007 году епархия насчитывала 76 приходов и 2 монастыря.
12 июня 2019 года Торонтская митрополия получила ранг архиепископии и стала именоваться «Канадской архиепископией».

## Управляющие епархией
Девятый округ Американской архиепископии
- Афинагор (Коккинакис) (6 сентября 1960 — 10 декабря 1963) митрополит Элейский
- Тимофей (Халофтис) (1963—1967)
- Феодосий (Сидерис) (декабрь 1967 — 1 ноября 1973)
- Сотирий (Афанасулас) (27 января 1974 — 15 марта 1979)

Торонтская епархия Американской архиепископии
- Сотирий (Афанасулас) (15 марта 1979 — 24 сентября 1996)

Торонтская митрополия
- Сотирий (Афанасулас) (24 сентября 1996 — 12 июня 2019)

Канадская архиепископия
- Сотирий (Афанасулас) (с 12 июня 2019 года)

### Викарии
- Христофор (Ракиндзакис), епископ Андидский (26 июня 1999 — 2017)
- Варфоломей (Мостратос), епископ Керамонский (25 июля 2020 — 2023)
- Афинагор (Салмас), епископ Патарский (с 26 июля 2020)
- Иаков (Андонопулос), епископ Зинупольский (30 июля 2020 — 22 марта 2024)

## Монастыри
- Монастырь святого Косьмы Этолийского (женский)
- Монастырь Панагиа Паригоритисса (женский)